# Best of
Best of (cei mai buni sau cele mai bune în limba engleză, pronunțat /best ăv/ sau /best of/) este o etichetă sau un titlu ce se pune unor culegeri de texte, compilații de cântece sau de alte produse artistice pentru a arăta că acele produse au avut cel mai mare succes comercial sau din partea criticii dintre toate produsele acelui artist sau ale unui gen specific (literar, muzical etc). Această etichetă se folosește numai pentru produsele care au fost publicate anterior sub ale titluri, reunite apoi într-un singur produs (album muzical, antologie de texte). Uneori, acest titlu poate fi precedat de The very (The very best of), care înseamnă chiar cele mai bune sau chiar cei mai buni, adăugând, astfel, calitatea de a fi o selecție exigentă sau minimală dintr-o categorie mai largă de produse. Totodată, în cazul compilațiilor muzicale se poate înlocui cu formula Greatest Hits, care înseamnă cele mai bune șlagăre sau cele mai bune hituri.

## Exemple
- The Very Best of Valeriu Sterian (Fundația Culturală Phoenix, 2000)
- Muzică de colecție, Vol. 66 – Vali Sterian (Jurnalul Național / Compania de Sunet / Electrecord, 2008)
- Cântece interzise/Cenzurat (Jurnalul Național / Electrecord / Intercont Music, 2007)
- Evergreens (Electrecord, 1995)
- The Best of Mădălina Manole (Electrecord, 1995)